# Pellenes crandalli
Pellenes crandalli là một loài nhện trong họ Salticidae.
Loài này thuộc chi Pellenes. Pellenes crandalli được Allen Lowrie & Willis J. Gertsch miêu tả năm 1955.